# Epiactis australiensis
Epiactis australiensis is een zeeanemonensoort uit de familie Actiniidae.
Epiactis australiensis is voor het eerst wetenschappelijk beschreven door Carlgren in 1950.